# Joseph Delbœuf

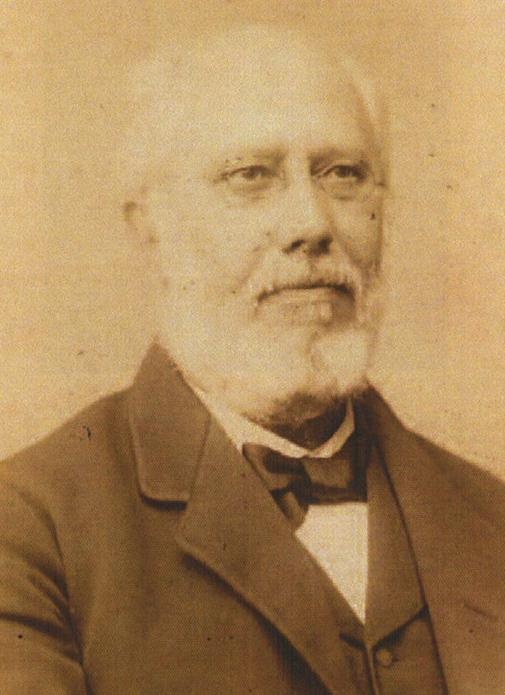
Joseph Delbœuf 1891.

Joseph Rémi Léopold Delbœuf, född 1831 i Liège, död 1896 i Bonn, var en belgisk filosof, främst verksam som logiker och psykolog.
Delbœuf var professor i Liège och gjorde betydande insatser på psykofysikens område, men företrädde även den så kallade symboliska eller matematiska logiken. Bland hans arbeten märks Essai de logique scientifique (1865), La psychologie comme science naturelle (1876), Logique algorithmique (1877) och Èléments de psychophysique (1882). I Tiden och den fria viljan av Henri Bergson har denne ifrågasatt en av Delbœufs psykofysiska mätningsmetoder.